# Calabrisch esparcetteblauwtje
Het Calabrisch esparcetteblauwtje (Polyommatus galloi) is een vlinder uit de familie Lycaenidae. De wetenschappelijke naam is gepubliceerd in 1979 door Balletto en Toso.
De soort komt voor in Europa.
1. ↑  (en) Calabrisch esparcetteblauwtje op de IUCN Red List of Threatened Species.